# Lorenzo Burghardt
Pour plus de détails, voir Fiche technique et Distribution.
Lorenzo Burghardt est un film muet allemand réalisé par William Wauer, sorti en 1918.

## Fiche technique
- Titre : Lorenzo Burghardt
- Réalisation :	William Wauer
- Scénario :  Else Bassermann (de)
- Photographie :
- Montage :
- Producteur : Jules Greenbaum
- Société de production : Greenbaum-Film
- Société de distribution :
- Pays d'origine :  Allemagne
- Langue : film muet avec les intertitres en allemand
- Métrage : 1 347 mètres
- Format : Noir et blanc — 35 mm — 1,33:1 — Muet
- Genre : Film dramatique
- Durée : 45 minutes
- Dates de sortie :
  -  Allemagne : 13 décembre 1918

## Distribution
- Albert Bassermann
- Else Bassermann (de)
- Emilie Croll
- Käthe Haack
- Paul Rehkopf